# Мериляйнен, Кости

Карикатура

Кости Мериляйнен (15 октября 1886 — 11 января 1938) — финский художник, график, карикатурист.

## Биография

Пейзаж

Учился в школе рисования финской ассоциации искусств и на вечерних курсах в Центре промышленных искусств. Стажировался в Дании, Италии и Австрии.
Автор пейзажей, портретист, специализировался в области графического искусства, особенно, офорта. Создал около 200 графических произведений.
Участник многих выставок. Член «Ноябрьской группы», объединявшей в 1920-х годах художников модернистов. Профессионально работал иллюстратором и карикатуристом в газетах и журнал Финляндии (Kurikka).